# دولا سابو
دولا سابو (Дула Сабо) هو مصارع يوغوسلافي، مثّل بلاده في دورة الألعاب الأولمبية الصيفية 1928.

## روابط خارجية
- دولا سابو على موقع أوليمبيديا (الإنجليزية)